# Kwant 2
Kwant-2 (russisch Квант-2 ‚Quant-2‘) ist der Name eines wissenschaftlichen Moduls, das an der sowjetischen Raumstation Mir angedockt wurde.

## Entwicklung

Kwant-2 mit Solarzellen, Luftschleuse im Vordergrund

Nachdem die Module vom Typ 37K für die Raumstation Mir 1983 gestrichen worden waren, entwickelte man wieder Module auf der Grundlage des TKS-Raumschiffes, welches bereits die Grundlage für das Modul Kosmos 1686 lieferte. Durch die feste Kombination des TKS-Antriebsteils mit dem Ausrüstungsteil entstand ein großes Modul von rund 19 Tonnen Masse und rund 61 Kubikmetern druckbeaufschlagtem Volumen. Kwant-2 war das erste von vier Modulen auf TKS-Basis zur Erweiterung der Mir. Mit Kwant-2 sollte die Mir wesentlich vergrößert und um wichtige Systeme zum Betrieb der Raumstation erweitert werden. Weiterhin gehörte es zu den Aufgaben, die Lebens- und Arbeitsbedingungen für die Kosmonauten zu verbessern. Kwant-2 beinhaltete einen digitalen Computer vom Typ „Saljut-5B“ zur Kontrolle der Raumstation, welcher nicht mit dem Basisblock gestartet werden konnte. Weiterhin trug Kwant-2 ein zweites Set aus drei Gyroskopen, welche in Kombination mit den Gyroskopen des bereits angedockten Kwant-Moduls die Lageregelung des Mir-Komplexes weitgehend ohne Treibstoffverbrauch ermöglichten. Zusätzlich konnten die Triebwerke des TKS-Antriebsteils ergänzend zur Lageregelung der Mir eingesetzt werden. Darüber hinaus verfügte Kwant-2 (im Gegensatz zu Modulen vom Typ 37K) über eigene Solarzellen und Akkumulatoren zur Versorgung des Komplexes mit Energie. Anstelle einer Merkur-Landekapsel wurde Kwant-2 mit einer großen Luftschleuse von einem Meter Durchmesser ausgerüstet. Durch ein weiteres Schott ließ sich weiterhin der Lagerbereich vom Laborbereich trennen. Dadurch konnte die Besatzung das Modul zum Druckausgleich in drei Abteilungen aufteilen, was den Ausstieg von Kosmonauten in den freien Weltraum in großen steuerbaren Raumanzügen vom Typ „Ikarus“ ermöglichte. Mit diesen von Kwant mitgeführten Anzügen konnten Installationsarbeiten an der Außenhaut des Komplexes durchgeführt werden. Weiterhin wurde Kwant-2 mit neuen Lebenserhaltungssystemen zur Wiederverwendung von Wasser und zur Herstellung von Sauerstoff ausgerüstet. Zur Verbesserung der persönlichen Hygiene an Bord der Mir führte Kwant-2 neben einer Toilette auch eine Dusch- und Waschzelle zur Nutzung in der Schwerelosigkeit mit.

## Die Mission

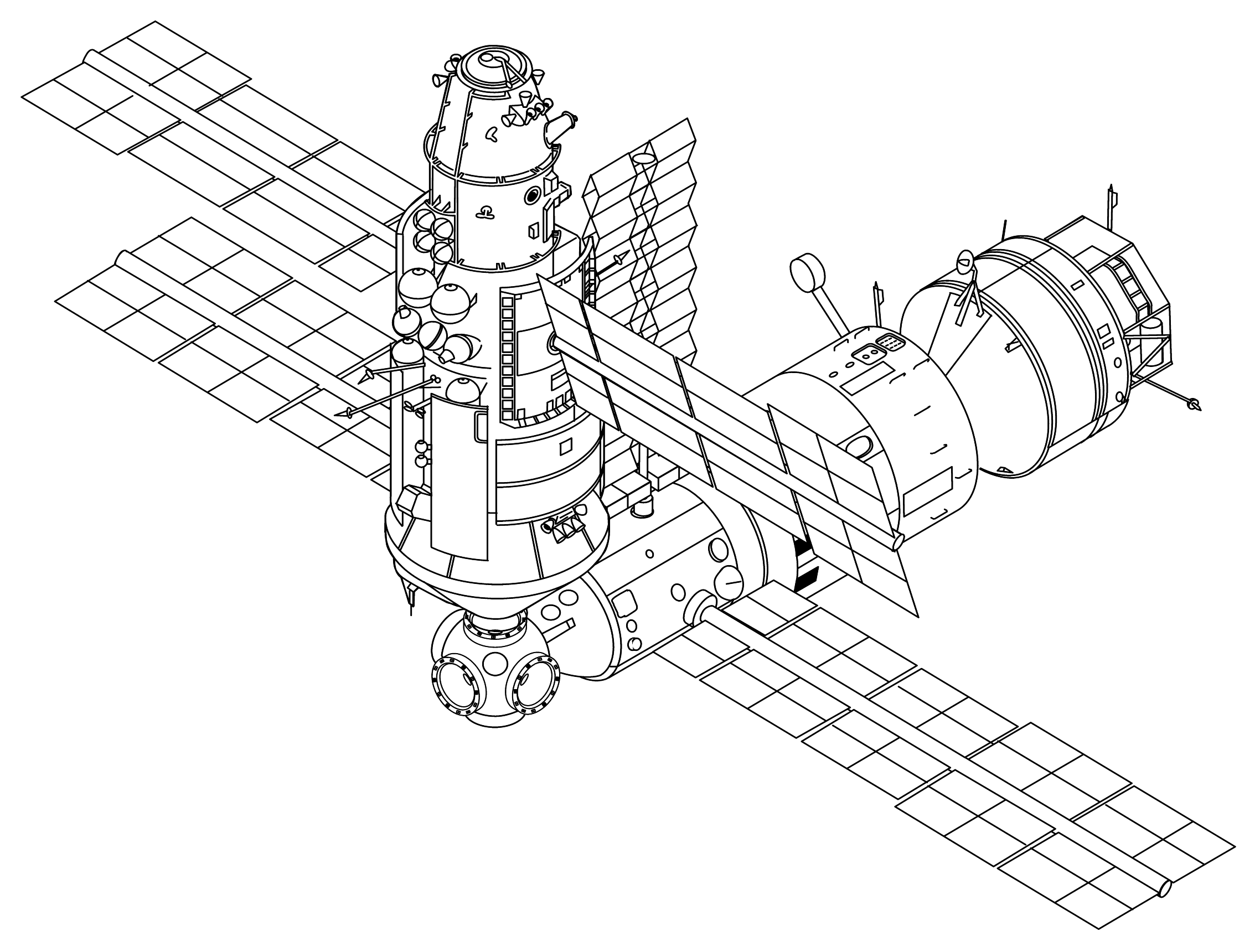
Mir nach Ausbau mit Kwant (rechts) und Kwant-2 (oben)

Der Start von Kwant-2 war ursprünglich für März 1989 vorgesehen, musste aber aufgrund von Störungen im automatischen Kurs-Andocksystem verschoben werden. Am 26. November 1989 erfolgte schließlich der Start an Bord einer Proton-Rakete vom Weltraumbahnhof Baikonur. Während des autonomen Fluges traten bei Inbetriebnahme und Test der Systeme Probleme beim Entfalten der Sonnensegel und im Andocksystem auf, so dass das für den 2. Dezember geplante Andockmanöver nicht ausgeführt werden konnte. Nach Behebung der Störungen durch die Bodenkontrolle gelang das Andockmanöver an den vorderen axialen Andockstutzen des Mir Basisblocks am 6. Dezember 1989. Mit Hilfe eines Roboterarms wurde Kwant-2 zwei Tage später an die endgültige radiale Position des Kopplungsknoten der Mir versetzt, wo Kwant-2 über die gesamte Nutzungsdauer der Raumstation verblieb. Nach rund 12 Jahren im All stürzte Kwant-2 zusammen mit den weiteren Modulen des Komplexes am 23. März 2001 kontrolliert über dem Pazifik ab.

## Wissenschaftliche Aufgaben

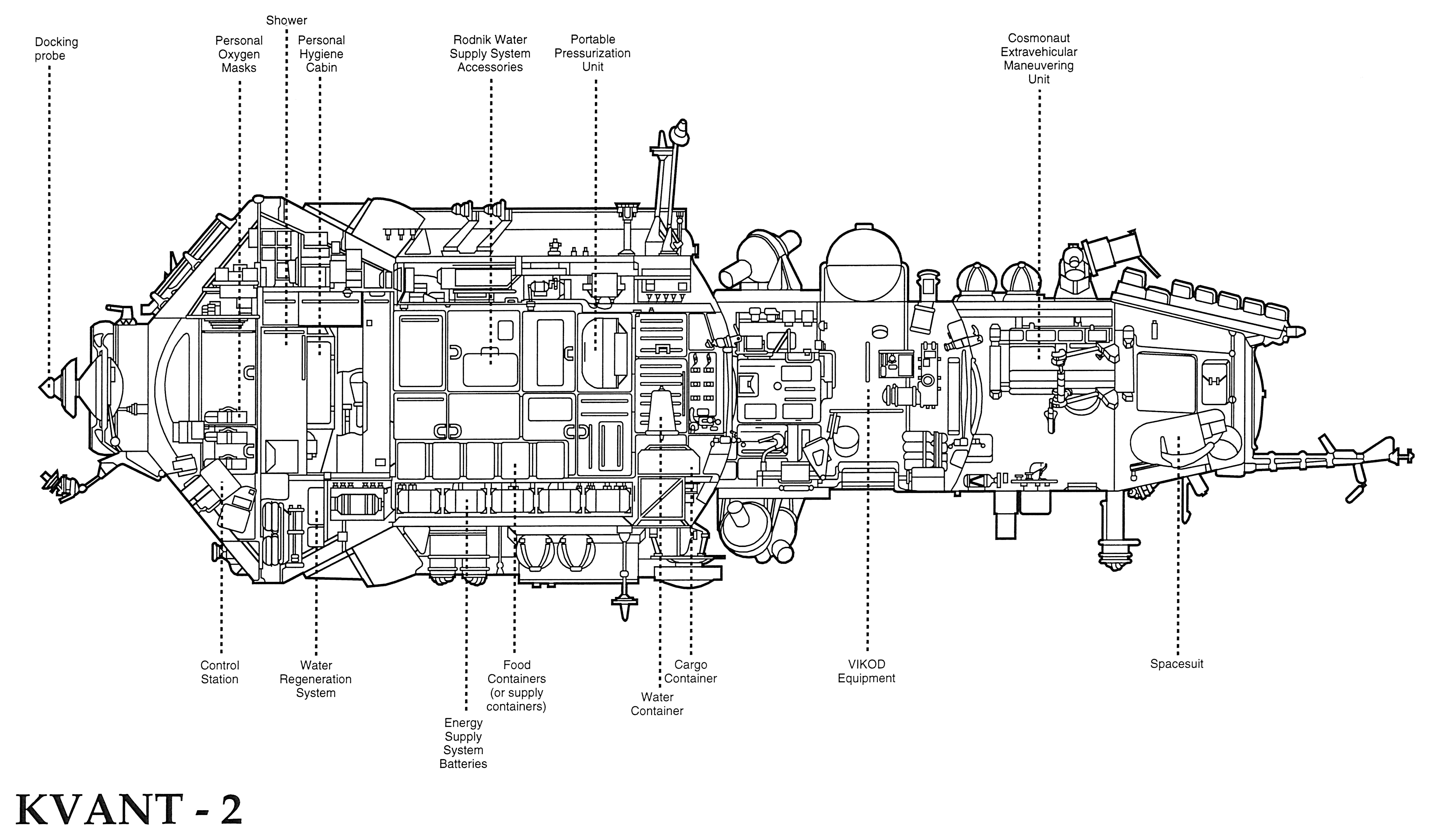
Aufbau des Kvant-2-Moduls

Neben den Erweiterungskomponenten zum Betrieb der Raumstation Mir verfügte Kwant-2 auch über eine wissenschaftliche Ausrüstung. Schwerpunkte der Forschung lagen in den Bereichen Biologie, Astronomie und Erdbeobachtung. Bekannt wurde unter anderem ein Experiment der Geflügelzucht in der Schwerelosigkeit. Die Zucht von Wachteln wurde als eine mögliche Fleischquelle für Langzeitmissionen, beispielsweise zum Mars, erprobt. Durch ein großes eingebautes Beobachtungsfenster ließen sich mit Hilfe von diversen Kameras Aufnahmen von Beobachtungsobjekten machen. Zur Ausrüstung gehörte unter anderem auch eine in der damaligen DDR gefertigte Multispektralkamera (MKF 6M). An der Außenhaut befand sich eine bewegliche, ferngesteuerte Plattform, welche autonom die Verfolgung und wissenschaftliche Beobachtung von astronomischen Objekten ermöglichte.

## Schlussfolgerungen

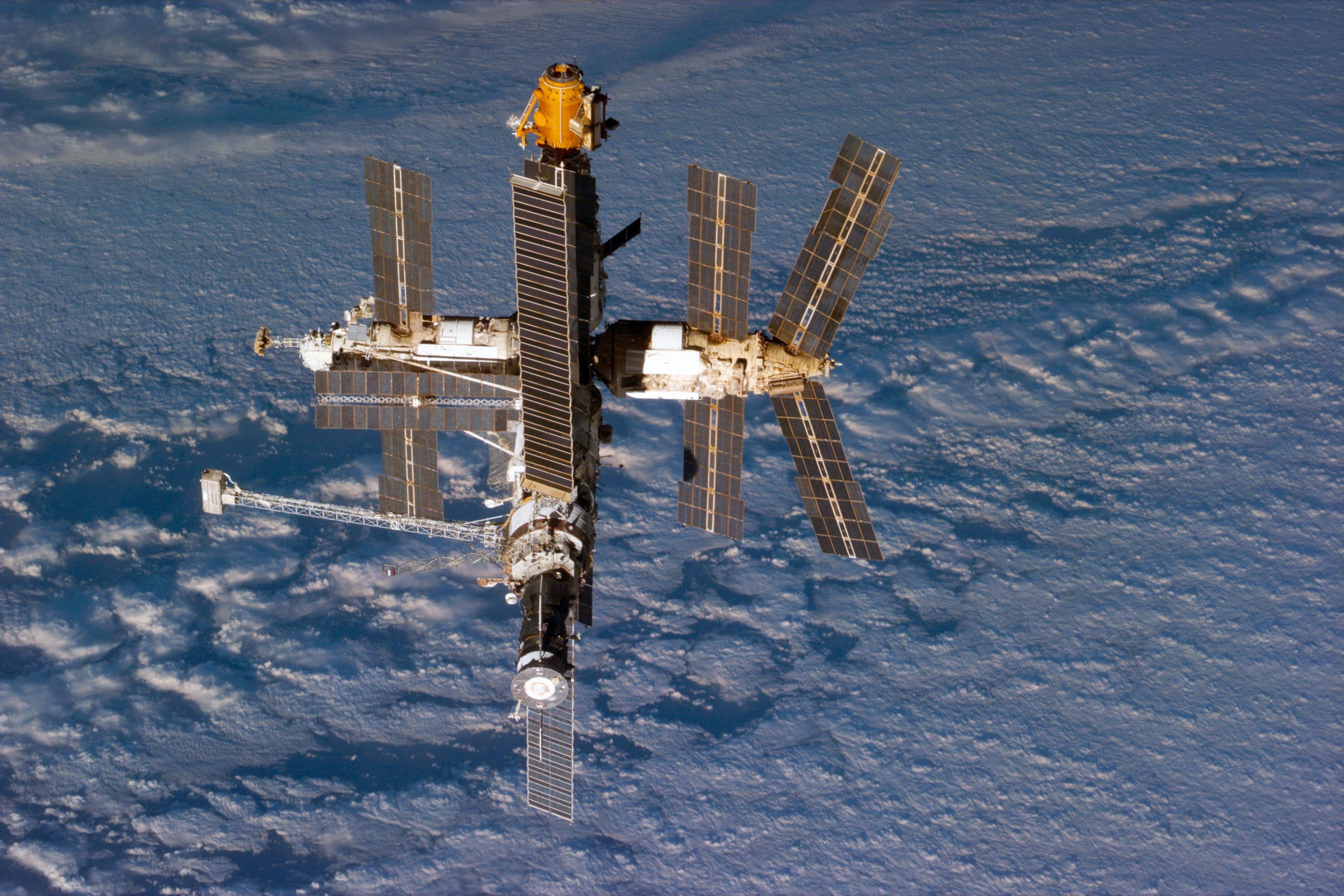
Vollausgebaute Mir 1996, Kwant-2 (links) teilweise verdeckt

Mit Kwant-2 wurde bestätigt, dass ein aus dem TKS-Antriebsteil und einem variablen Ausrüstungsteil kombiniertes Modul ein günstiges Verhältnis von Startmasse zum Nutzungsvolumen aufweist. Die hohe Kompatibilität des TKS-Teils erlaubte durch den Anbau verschiedener Komponenten den Aufbau von spezialisierten Modulen zur Wahrnehmung unterschiedlicher Aufgaben. Alle weiteren russischen Module der Mir wurden nach dem Erfolg von Kwant-2 nach dem gleichen Prinzip gebaut. Auf der Grundlage der TKS-Fähre werden bis heute Module zum permanenten Verbleib an der Internationalen Raumstation (ISS) (z. B. Sarja) entwickelt.